# An den alten Schanzen (métro de Vienne)
An den alten Schanzen (en allemand : U-Bahn-Station An den alten Schanzen) est une station, en chantier, de la ligne U2 du métro de Vienne. Elle est située sur le territoire du XXIIe arrondissement Donaustadt, à Vienne en Autriche.

## Situation sur le réseau

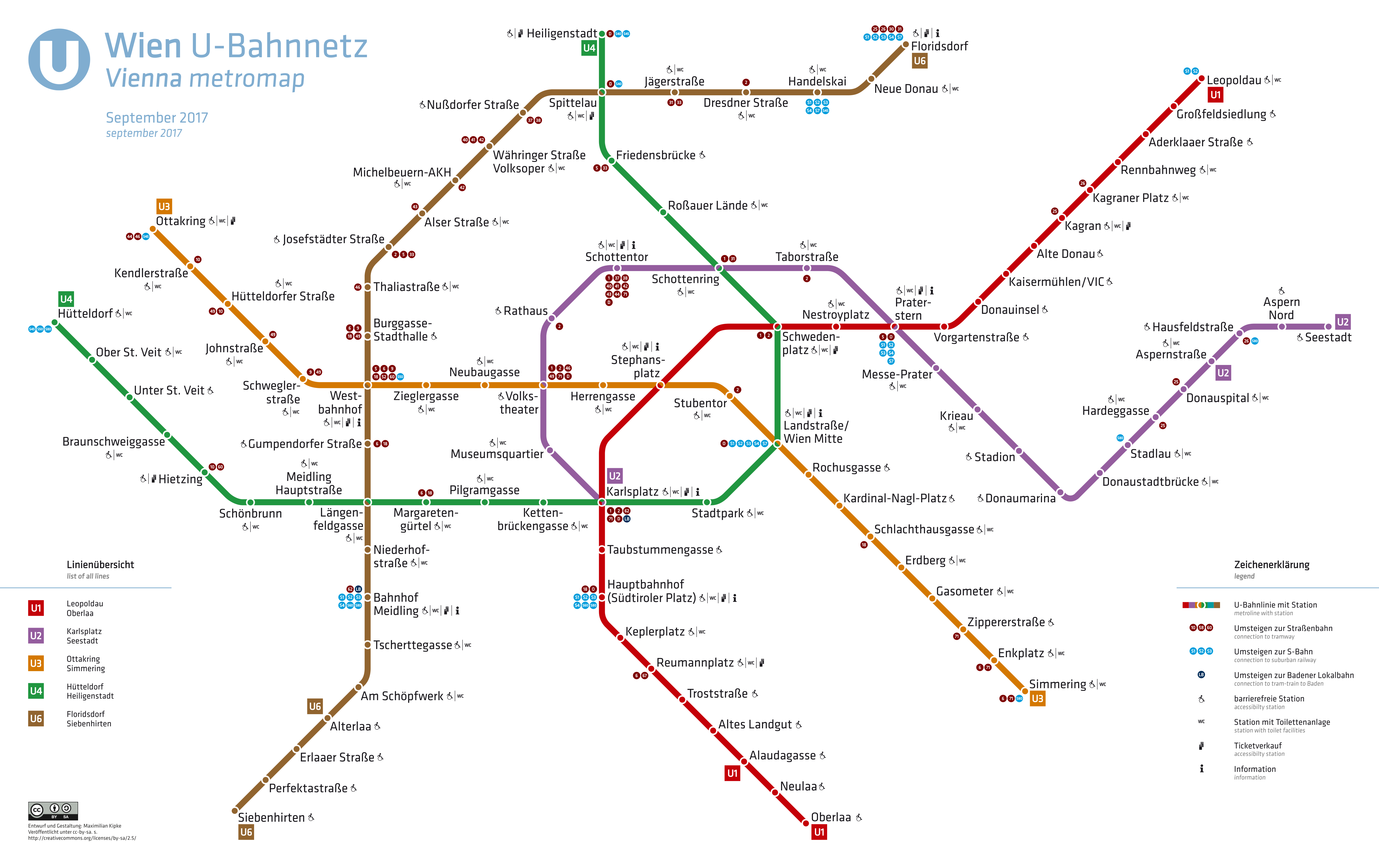
Plan du métro (2017).

Établie en aérien, An den alten Schanzen est une station de passage de la ligne U2 du métro de Vienne: elle est située entre la station Hausfeldstrasse, en direction du terminus est Seestadt, et la station Aspernstrasse, en direction du terminus ouest Schottentor.
Elle dispose d'un quai central encadré par les deux voies de la ligne.

## Histoire
La station An den alten Schanzen, ne disposant que du gros œuvre n'est pas mise en service 5 octobre 2013, lors de l'ouverture à l'exploitation des 4,2 km du prolongement de Aspernstrasse à Seestadt. Il est alors prévu d'effectuer les finitions lorsque le nouveau quartier résidentiel prévu à proximité sera construit.
En 2020, la livraison des premiers appartements du quartier résidentiel étant maintenant programmées, les autorités ont décidé de finir le chantier de la station pour une ouverture en 2024, en même temps que l'arrivée des premiers nouveaux habitants. En 2021, la structure de la toiture et les installations électriques de la station sont programmées pour le début de l'année 2022 et la mise en service est programmée pour la fin de l'année 2024.